# راؤول ماتا ماتا
راؤول ماتا ماتا (بالإسبانية: Raul Mata)‏ هو مصارع هاوي مكسيكي، ولد في 26 يناير 1947 في غوادالاخارا في المكسيك، وتوفي في 19 ديسمبر 2018.

## روابط خارجية
- راؤول ماتا ماتا على موقع CageMatch worker (الإنجليزية)